# Всероссийский научно-исследовательский институт ветеринарной санитарии, гигиены и экологии
Всероссийский научно-исследовательский институт ветеринарной санитарии, гигиены и экологии (ВНИИВСГЭ) — российский научно-исследовательский институт в Москве. Образован в 1935 году.
Адрес: Звенигородское шоссе, дом 5.
Полное название: Федеральное государственное бюджетное научное учреждение «Всероссийский научно-исследовательский институт ветеринарной санитарии, гигиены и экологии — филиал ФГБНУ ФНЦ ВИЭВ РАН» (ФГБНУ «ВНИИВСГЭ»).
Директор (с 2022 года) — доктор ветеринарных наук Пётр Александрович Попов.

## История
Образован 7 марта 1935 года — отошёл от Государственного института ветеринарной дерматологии согласно приказу Наркозема СССР.
11 июля 1955 года перешёл в Всесоюзный научно-исследовательский институт ветеринарной эктопаразитологии, микологии и санитарии (ВНИИВЭМС). По приказу № 291 Министерства сельского хозяйства СССР.
20 октября 1958 года переименован в Всесоюзный научно-исследовательский институт ветеринарной санитарии. По приказу № 278 Министерства сельского хозяйства СССР.
11 декабря 1990 года переименован в Всесоюзный научно-исследовательский институт ветеринарной санитарии, гигиены и экологии. По приказу № 209 Государственной комиссии Совета Министров СССР.
Институт является подведомственной Российской академии сельскохозяйственных наук некоммерческой научной организацией, созданной в форме бюджетного учреждения. Учредителем института является Российская академия сельскохозяйственных наук.
В 1985 году институт награждён орденом Дружбы народов — за «вклад в развитие ветеринарной науки и внедрение её достижений в производство».

## Деятельность
ВНИИВСГЭ имеет несколько направлений деятельности:
- Проведение научных исследований.
- Проведение опытно-конструкторских работ.
- Способствование улучшению агропромышленного комплекса.